# Frank Vogel
Pour les articles homonymes, voir Frank Vogel (réalisateur) et Vogel.
Frank Vogel, né le 21 juin 1973 à Wildwood Crest, dans le New Jersey, est un entraîneur américain de basket-ball. Avec les Lakers de Los Angeles, il remporte son premier titre en 2020.

## Biographie

### Jeunesse
À Juniata College à Huntingdon, en Pennsylvanie, Vogel est un joueur titulaire de l'équipe de basket-ball de la Division III.
En 1994, Vogel est transféré à l’université du Kentucky. Vogel est le directeur étudiant de l’équipe masculine de basket-ball des Wildcats du Kentucky, entraînée par Rick Pitino durant la saison 1994-1995. La saison suivante, Pitino relance l’équipe junior de Kentucky et joue avec eux. Vogel obtient un diplôme en biologie en 1998.

### Carrière professionnelle
Vogel commence sa carrière en tant que coordinateur vidéo pour les Celtics de Boston sous l’entraîneur principal, Rick Pitino. Il conserve ce poste pendant cinq ans avant d’être promu entraîneur adjoint au cours de la saison 2001-2002. Après avoir été entraîneur avec Boston, Vogel devient entraîneur adjoint des 76ers de Philadelphie. Vogel quitte les 76ers pour devenir recruteur chez les Lakers de Los Angeles de 2005 à 2006 et les Wizards de Washington de 2006 à 2007. Vogel devient ensuite entraîneur adjoint des Pacers de l'Indiana sous la direction de Jim O'Brien.

#### Pacers de l'Indiana
Le 30 janvier 2011, après le licenciement d’O’Brien, Vogel est nommé entraîneur intérimaire. En tant qu’entraîneur intérimaire, Vogel mène les Pacers aux playoffs pour la première fois depuis 2006. Vogel est officiellement nommé entraîneur principal des Pacers le 6 juillet 2011.
Peu de temps avant que les Pacers devaient affronter le Heat de Miami en demi-finales de la conférence Est en 2012, Vogel critique ses adversaires pour leurs simulations. La ligue lui impose une amende de 15 000 $ pour ces propos.
Le 7 avril 2013, les Pacers remportent leur premier titre de division Centrale depuis la saison 2003-2004. Ils terminent la saison 2012-2013 avec un bilan de 49 victoires et 32 défaites, atteignant la 3e place de la conférence. Après avoir vaincu les Hawks d'Atlanta et les Knicks de New York en 6 matchs, les Pacers affrontent le Heat de Miami en finale de conférence. Dans le match 1, les Pacers sont vaincus par le Heat 103-102, en prolongation. Vogel est globalement critiqué pour avoir laissé le défenseur principal des Pacers, Roy Hibbert, sur le banc lors de la dernière action de jeu. Dans une série où aucune des deux équipes ne remporte deux matchs successifs, les Pacers perdent en sept matchs.
Le 14 janvier 2014, Vogel est nommé entraîneur de la conférence Est pour le NBA All-Star Game 2014. Il guide la franchise vers son meilleur début de saison dans l’histoire de la franchise, pour un bilan final de 56-26, avec la 1re place de la conférence Est. Cependant, pour la deuxième année consécutive, les Pacers perdent contre le Heat de Miami en finale de conférence.
Vogel signe une prolongation de contrat de deux ans avec les Pacers, jusqu’en 2016. Paul George, ayant manqué tous les matchs de la saison sauf six en raison d’une blessure, les Pacers ratent les playoffs. Vogel ramène l’équipe en playoffs, l'année suivante, avec une formation retouchée et rajeunie, mais ils sont battus par les Raptors de Toronto en sept matchs au premier tour.
Le 5 mai 2016, à la suite de la défaite face aux Raptors, le président des Pacers, Larry Bird, annonce que le contrat de Vogel ne serait pas renouvelé, citant le besoin d’une "nouvelle voix" pour diriger les joueurs.

#### Magic d'Orlando
Le 20 mai 2016, Vogel est nommé entraîneur principal du Magic d'Orlando. Il supervise une jeune équipe, en plein développement. Le 12 avril 2018, Vogel est congédié par le Magic après la fin de la saison 2017-2018.

#### Lakers de Los Angeles
Il devient l'entraîneur des Lakers de Los Angeles au début de la saison 2019-2020, le 13 mai 2019. Il rejoint la franchise californienne avec comme assistant, Jason Kidd. Il est nommé entraîneur de la Team LeBron lors du NBA All-Star Game 2020.
Lors de la saison 2019-2020, son équipe termine en tête de la conférence Ouest. Avec les Lakers lors des playoffs, ils éliminent les Trail Blazers de Portland au premier tour, les Rockets de Houston en demi-finale de conférence et les Nuggets de Denver en finale de conférence, sur le score de 4-1 lors de chaque série. Lors des Finales NBA 2020, il remporte son premier titre NBA en tant qu'entraîneur en battant le Heat de Miami sur le score de 4-2.
Après une saison qui voit les Lakers ne même pas être qualifiés pour les play-in, il est renvoyé le 12 avril 2022

#### Suns de Phoenix (2023-2024)
Début juin 2023, il devient le nouvel entraîneur principal des Suns de Phoenix. Le contrat dure cinq ans pour un salaire de 31 millions de dollars. Les Suns, avec Devin Booker, Kevin Durant et Bradley Beal, se qualifient pour les playoffs 2024 avec un bilan jugé décevant, de 49 victoires et 33 défaites. Ils sont battus 4-0 dès le premier tour par les Timberwolves du Minnesota et Vogel est licencié.

#### Mavericks de Dallas (depuis 2024)
Vogel rejoint les Mavericks de Dallas pour la saison 2024-2025. Il n'est pas entraîneur mais consultant auprès de l'entraîneur Jason Kidd, son ancien adjoint. Pour la saison suivante, il est nommé premier adjoint de Kidd,.

## Palmarès
- Champion NBA en 2020 avec les Lakers de Los Angeles en tant qu'entraîneur principal.
- 2 fois entraîneur du NBA All-Star Game en 2014 et 2020.

## Statistiques
| Champion NBA | Participation en playoffs |

| Équipe      | Année     | Saison régulière | Saison régulière | Saison régulière | Saison régulière | Saison régulière          | Playoffs | Playoffs  | Playoffs | Playoffs | Playoffs                                                     |
| Équipe      | Année     | Matchs           | Victoires        | Défaites         | %                | Classement                | Matchs   | Victoires | Défaites | %        | Résultat                                                     |
| ----------- | --------- | ---------------- | ---------------- | ---------------- | ---------------- | ------------------------- | -------- | --------- | -------- | -------- | ------------------------------------------------------------ |
| Indiana     | 2010-2011 | 38               | 20               | 18               | 52,6             | 2e en division Centrale   | 5        | 1         | 4        | 20,0     | Défaite contre les Bulls de Chicago au premier tour          |
| Indiana     | 2011-2012 | 66               | 42               | 24               | 63,6             | 2e en division Centrale   | 11       | 6         | 5        | 54,5     | Défaite contre le Heat de Miami en demi-finale de conférence |
| Indiana     | 2012-2013 | 81               | 49               | 32               | 60,5             | 1er en division Centrale  | 19       | 11        | 8        | 57,9     | Défaite contre le Heat de Miami en finale de conférence      |
| Indiana     | 2013-2014 | 82               | 56               | 26               | 68,3             | 1er en division Centrale  | 19       | 10        | 9        | 52,6     | Défaite contre le Heat de Miami en finale de conférence      |
| Indiana     | 2014-2015 | 82               | 38               | 44               | 46,3             | 3e en division Centrale   | -        | -         | -        | -        | Pas de playoffs                                              |
| Indiana     | 2015-2016 | 82               | 45               | 37               | 54,9             | 2e en division Centrale   | 7        | 3         | 4        | 42,9     | Défaite contre les Raptors de Toronto au premier tour        |
| Orlando     | 2016-2017 | 82               | 29               | 53               | 35,4             | 5e en division Sud-Est    | -        | -         | -        | -        | Pas de playoffs                                              |
| Orlando     | 2017-2018 | 82               | 25               | 57               | 30,5             | 5e en division Sud-Est    | -        | -         | -        | -        | Pas de playoffs                                              |
| L.A. Lakers | 2019-2020 | 71               | 52               | 19               | 73,2             | 1er en division Pacifique | 21       | 16        | 5        | 76,2     | Champion NBA                                                 |
| L.A. Lakers | 2020-2021 | 72               | 42               | 30               | 58,3             | 3e en division Pacifique  | 6        | 2         | 4        | 33,3     | Défaite contre les Suns de Phoenix au premier tour           |
| L.A. Lakers | 2021-2022 | 82               | 33               | 49               | 40,2             | 4e en division Pacifique  | -        | -         | -        | -        | Pas de playoffs                                              |
| Phoenix     | 2023-2024 | 82               | 49               | 33               | 59,8             | 2e en division Pacifique  | 4        | 0         | 4        | 0        | Défaite contre les Timberwolves du Minnesota au premier tour |
| Total       | Total     | 902              | 480              | 422              | 53,2             |                           | 92       | 49        | 43       | 53,3     |                                                              |